# カール・エグルゼーア
カール・エグルゼーア（Karl Eglseer、1890年7月5日 - 1944年6月23日）は、オーストリア及びドイツの軍人。最終階級は山岳兵大将。
第18軍団（のち第18山岳軍団と改称）長を務めた。1941年には騎士鉄十字章を受章している。1944年6月23日、トーマス＝エミール・フォン・ヴィッケデ歩兵大将やエデュアルト・ディートル上級大将ととも搭乗していた飛行機の墜落により死亡した。

## 受賞歴
- 騎士鉄十字章：1941年10月23日、第4山岳師団長（少将）として[1]

### 引用
1. ↑  Fellgiebel 2000, p. 143.